# Bleekbruine bekerzwam
De bleekbruine bekerzwam (Peziza repanda) is een schimmel die behoort tot de familie Pezizaceae. Hij leeft saprotroof op humeuze grond. Hij is ook gemeld op papier, karton, muren, brandplekken en verrot hout. De vruchtlichamen komen individueel of in kleine groepjes voor en zijn te vinden van de lente tot de herfst.

## Kenmerken

### Uiterlijke kenmerken
De apothecia (vruchtlichamen) zijn zittend, komvormig, vaak onregelmatig van omtrek. Ze kunnen een diameter bereiken van 6 tot 12 cm. Er is een soms een steel, maar naarmate de leeftijd vordert wordt deze minder prominent. De buitenkant is erg bleek, asgrijs of zelfs witachtig. De structuur is wattig. Het hymenium (binnenkant of bovenoppervlak) is glad, bruin, vaak "geknepen" of enigszins gerimpeld in het midden. De geur en smaak zijn mild.

### Microscopische kenmerken
De ascosporen zijn glad, elliptisch, zonder oliedruppel en meten 11-16 × 6-10 µm of 13,5-18,75 × 10–11,25 μm. De sporenkleur is wit in bulk De asci zijn 8-sporig en meten 225 × 15 µm of volgens andere bronnen 325-345 × 15-20 µm. De parafysen zijn slank en bovenaan iets vergroot.

### Gelijkende soorten
De bleekbruine bekerzwam lijkt op de grote houtbekerzwam (Peziza varia) die ook een spreidende vorm heeft en leeft rottend hout, maar verschilt in zijn kleinere, grijsbruine vruchtlichamen en microscopisch met gesepteerde parafysen en een sterk gelaagde context.

## Verspreiding
De bleekbruine bekerzwam komt met name voor in Noord-Amerika (Verenigde Staten) en Europa (Oostenrijk, Bulgarije, Denemarken, Finland, Frankrijk, Duitsland, Nederland, Noorwegen, Polen, Spanje, Zweden, Zwitserland, Rusland, Oekraïne, Verenigd Koninkrijk). Er zijn ook waarnemingen bekend uit Azië (China, Israël, Japan, Kazachstan, Korea, Zuid-Kaukasus) en Oceanië (Australië, Nieuw-Zeeland). Hij komt in Nederland vrij algemeen voor. Hij staat niet op de rode lijst en hij is niet bedreigd.